# Jim Mooney (cestista)
James J. Mooney, detto Jim (Filadelfia, 8 luglio 1930 – Upland, 29 ottobre 2015), è stato un cestista statunitense, professionista nella NBA.